# Las Mamias
Las Mamias är en ort i Mexiko.   Den ligger i kommunen Huatabampo och delstaten Sonora, i den västra delen av landet, 1 400 km nordväst om huvudstaden Mexico City. Las Mamias ligger 6 meter över havet och antalet invånare är 235.
Terrängen runt Las Mamias är mycket platt. Runt Las Mamias är det ganska tätbefolkat, med 67 invånare per kvadratkilometer. Närmaste större samhälle är Huatabampo, 12,2 km öster om Las Mamias. Omgivningarna runt Las Mamias är i huvudsak ett öppet busklandskap.